# Rhadinaea cuneata
Rhadinaea cuneata este o specie de șerpi din genul Rhadinaea, familia Colubridae, descrisă de Myers 1974. Conform Catalogue of Life specia Rhadinaea cuneata nu are subspecii cunoscute.